# Nazar (band)
Nazar was een Turkse band uit de jaren zeventig. De band vertegenwoordigde Turkije op het Eurovisiesongfestival 1978 met het lied "Sevince". Na de blamage in 1975 bleef het land 2 jaar thuis; Nazar kon de eer niet redden, ze eindigden voorlaatste. 
De groep bestond uit Nilüfer Yumlu, Dağhan Baydur, Zeynep Tuğsuz en Olcayto Ahmet Tuğsuz. Deze laatste zou in 1982 als backing vocal zingen bij Neco en het Turkse lied voor 1987 schrijven.
1975: Semiha Yankı · 
1978: Nilüfer & Nazar · 
1980: Ajda Pekkan · 
1981: Modern Folk Trio & Ayşegül · 
1982: Neco · 
1983: Çetin Alp & The Short Waves · 
1984: Beş Yıl Önce On Yıl Sonra · 
1985: MFÖ · 
1986: Klips ve Onlar · 
1987: Seyyal Taner & Lokomotif · 
1988: MFÖ · 
1989: Pan · 
1990: Kayahan · 
1991: İzel Çeliköz, Reyhan Karaca & Can Uğurluer · 
1992: Aylin Vatankoş · 
1993: Burak Aydos · 
1995: Arzu Ece · 
1996: Şebnem Paker · 
1997: Şebnem Paker & Grup Etnik · 
1998: Tüzmen · 
1999: Tuba Önal & Grup Mistik · 
2000: Pınar Ayhan & Grup SOS · 
2001: Sedat Yüce · 
2002: Buket Bengisu & Grup Safir · 
2003: Sertab Erener · 
2004: Athena · 
2005: Gülseren · 
2006: Sibel Tüzün · 
2007: Kenan Doğulu · 
2008: Mor ve Ötesi · 
2009: Hadise · 
2010: MaNga · 
2011: Yüksek Sadakat · 
2012: Can Bonomo